# 王摩沙
王摩沙（?—?），巂州（今四川西昌）人。唐朝武德六年正月壬午（623年2月10日），王摩沙起兵，自称元帅，改年号为进通，唐高祖派遣骠骑将军卫彦去讨伐他。